# António José Forte
António José Forte (Vila Franca de Xira, Póvoa de Santa Iria, 6 de fevereiro de 1931 – Lisboa, 15 de dezembro de 1988), poeta ligado ao movimento surrealista, integrou o chamado Grupo do Café Gelo. Trabalhou também como funcionário da Fundação Calouste Gulbenkian, onde durante mais de 20 anos desempenhou as funções de Encarregado das Bibliotecas Itinerantes. Foi casado com Amélia Bento, farmacêutica, e, depois, com a pintora Aldina.
Deixou uma obra breve, mas que claramente o afirma como um consumado poeta. Com colaboração na revista "Pirâmide" e em vários jornais ("A Rabeca", "Notícias de Chaves", "O Templário", "Diário de Lisboa", "A Batalha", "Jornal de Letras, Artes e Ideias", publicou o seu primeiro livro, 40 Noites de Insónia de Fogo de Dentes Numa Girândola Implacável e Outros Poemas, em 1958. Representado em inúmeras antologias poéticas, António José Forte é também autor do livro de poesia infanto-juvenil Uma rosa na tromba de um elefante dedicado à sua filha Gisela.
A poesia de António José Forte carreia uma certa perversão do "discurso" poético e a utopia ideológica, anarquizante e ainda claramente surrealista;  é, com uma intenção nitidamente bretoniana, uma maneira de afirmar que o acto de escrever é "ainda aquilo que sabe fazer melhor", mas dizer também em consciência haver "gente que nunca escreveu uma linha e fez mais pela palavra que toda uma geração de escritores". A sua poesia está reunida em Uma Faca nos Dentes, com um prefácio de Herberto Helder, seu amigo de muitos anos, onde este afirma que "a voz de António José Forte não é plural, nem directa ou sinuosamente derivada, nem devedora. Como toda a poesia verdadeira, possui apenas a sua tradição. A tradição romântica, no menos estrito e mais expansivo e qualificado registo".

## Obras
- 40 noites de insónia de fogo de dentes numa girândola implacável e outros poemas (1958);
- Uma rosa na tromba de um elefante (1971);
- Teses sobre a visita do Papa (1982);
- Uma faca nos dentes (1983), com prefácio de Herberto Hélder
- Caligrafia ardente (1987);
- Poemas de amor (2006);
- Uma faca nos dentes (2017), com prefacio de (Herberto Helder);
- Un Couteau entre les dents (Ab irato, 2007), œuvres complètes en édition bilingue français-portugais.